# 滑州
滑州，中国古代的州。
隋朝开皇十六年（596年），改杞州置，治所在白马县（今河南省滑县东旧滑县）。即古滑台城，故“取滑台为名”（《元和郡县志》）。大业三年（607年）改名东郡。唐朝武德元年（618年）复为滑州。天宝元年（742年） 改为灵昌郡。乾元元年（758年）复为滑州。辖境相当今河南省滑县、延津、长垣等县地。五代后辖境渐缩。北宋熙宁五年（1072年）废，元丰四年（1081年）复置。明朝洪武二年（1369年）废州治白马县入州。七年（1374年）降州为滑县。 
| 唐朝滑州辖县 | 唐朝滑州辖县                                                                                               |
| ------------ | --- |
| 618年        | 白马县、灵昌县、卫南县、濮阳县、封丘县、匡城县、胙城县、韦城县（离狐县改属曹州）                           |
| 619年        | 白马县、卫南县、封丘县、匡城县（增长垣县，濮阳县改属濮州，胙城县改属胙州，韦城县改属燕州，灵昌县改属兴州） |
| 621年        | 白马县、卫南县、匡城县、长垣县（增胙城县、韦城县，封丘县改属汴州）                                         |
| 634年        | 白马县、卫南县、匡城县、胙城县、韦城县（增灵昌县、酸枣县，废除长垣县）                                     |

## 刺史
| 唐朝滑州刺史 - 王轨（618年—619年） - 赵孝举（武德年间） - 杜才干（武德年间） - 高履行（贞观年间） - 李元名（647年） - 李元庆（653年） - 李灵夔（唐高宗时） - 崔文操（唐高宗时） - 李顼（唐高宗时） - 韩俭（680年） - 李元名（垂拱年间） - 王及善（697年） - 贾敬言（长安年间） - 胡元礼（神龙初年） - 敬晖（706年） - 崔谔之（唐中宗时） - 杨隆礼（景隆年间） - 郑休远（景云年间） - 裴谈（712年） - 李绛（开元初年） - 李朝隐（716年） - 李守礼（718年） - 潘好礼（718年） - 王琚（719年、720年） - 张景昇（724年） - 韦秀庄（开元年间） - 崔翘（735年前后） - 李祎（737年） - 翟璋（738年、739年） - 李邕（741年—742年） - 薛弼（唐玄宗时） | - 许叔冀（758年—759年） - 刘展（759年） - 令狐广（唐肃宗时） - 令狐彰（761年—773年） - 李勉（773年—779年） - 郎余仙（大历年间） - 李澄（779年—786年） - 李克宁（786年），自立 - 贾耽（786年—793年） - 李融（793年—794年） - 李复（794年—797年） - 姚南仲（797年—800年） - 卢群（800年） - 李元素（800年—806年） - 袁滋（806年—812年） - 薛平（812年—818年） - 李光颜（818年） - 薛平（818年—819年） - 刘悟（819年—820年） - 王承元（820年—822年） - 韩充（822年） - 曹华（822年—823年） - 高承简（823年—824年） - 李听（825年—829年） - 李德裕（829年—830年） - 崔元略（830年） - 段嶷（830年—835年） - 史孝章（835年—836年） - 裴弘泰（836年—840年） - 高铢（840年—843年） - 刘沔（843年—844年） - 敬昕（844年） | - 崔元式（845年—846年） - 周墀（847年） - 卢弘止（847年—849年） - 韦让（849年—850年） - 韦悫（851年—852年） - 李业（852年—854年） - 李福（854年—861年） - 卫洙（861年—863年） - 李荀（863年—865年） - 萧倣（865年—868年） - 康承训（868年—869年） - 杜慆（869年—874年） - 李嶧（876年—879年） - 李穜（乾符年间） - 王铎（881年—884年） - 安师儒（885年—886年） - 胡真（886年—890年） - 崔安潜（887年，未任） - 朱全忠（890年—907年） |